# 池州市县道列表
本表为中华人民共和国安徽省池州市境内的所有县道列表。

## 概况
县道是指具有全县（县级市、区、旗）政治、经济意义，连接县城和县内主要乡镇、主要商品生产和集散地的公路，以及不属于国道、省道的县际间公路；池州市境内的县道由池州市以及下属各县区公路主管部门负责修建、养护和管理。

## 现行县道列表
下表中，表中未填的表示资料待查；表中跨地级市公路的里程数，均为在池州市范围内的里程。
| 編號                 | 等级                                                                                            | 起点                        | 终点                                   | 走向                                            | 里程   | 备注                                    |
| 贵茶公路             | 二级公路（杜坞至乌沙镇）、四级公路（乌沙镇至牛头山镇）                                          | 贵池区杏花村街道杜坞社区    | 贵池区牛头山镇茶场（现已废除）         | 池州城区（杜坞路）→梅里→高脊岭→乌沙→晏塘→牛头山 | 45.882 |                                         |
| 蔡殷公路             | 四级公路                                                                                        | 贵池区秋江街道蔡家          | 贵池区殷汇镇                           | 蔡家→阮桥→晏塘→木闸→殷汇                        | 26.611 |                                         |
| 大店公路             | 四级公路                                                                                        | 贵池区牌楼镇大王洞景区      | 贵池区牌楼镇店上村                     | 大王洞→店上                                     | 6.773  |                                         |
| 蓉十公路             | 四级公路（青阳） 三级公路（贵池）                                                               | 青阳县蓉城镇（县城）        | 贵池区牌楼镇十字村                     | 青阳县城→庙前→杜村→刘街→梅街→梅村→十字          | 76.852 | 和 红石公路共线                         |
| 齐石公路             | 一级公路（池州市区至里山） 二级公路（里山至梅街）三级公路（梅街至棠溪）四级公路（棠溪至石门高） | 贵池区秋浦街道齐山          | 贵池区棠溪镇石门村石门高               | 池州城区（齐山大道）→里山→梅街→棠溪→石门高      | 57.602 | 和 池州-太平湖公路共线                  |
| 梅观公路             | 一级公路                                                                                        | 贵池区梅龙街道梅龙居委会    | 贵池区梅龙街道观前居委会               | 梅龙→观前                                       | 9.971  |                                         |
| 桐许公路             | 四级公路                                                                                        | 贵池区梅龙街道桐梓山村      | 贵池区墩上街道许桥村                   | 桐梓山→墩上→许桥                                | 28.72  |                                         |
| 茅灵公路             | 三级公路（茅坦至观前） 一级公路（观前至灵芝）                                                   | 贵池区墩上街道茅坦村        | 贵池区马衙街道灵芝村                   | 茅坦→观前→凤鸣大道→灵芝                         | 18.524 | 和 横埠-九华公路共线                    |
| 里十公路             | 四级公路                                                                                        | 贵池区里山街道里山村        | 贵池区杏花村街道十里社区               | 里山→清溪村→十里                                | 7.409  |                                         |
| 东至江堤（牛大公路） | 三级公路                                                                                        | 贵池区牛头山镇              | 东至县大渡口镇                         | 牛头山→大渡口                                   | 11.321 |                                         |
| 泉合公路             | 二级公路（泉水塘至东流） 四级公路（东流至合延）                                                 | 东至县东流镇泉水塘村        | 东至县香隅镇合延村                     |                                                 | 33.42  |                                         |
| 茅七公路             | 三级公路（东流镇） 四级公路（东流镇至七里湖村）                                                 | 东至县东流镇（茅屋街）      | 东至县东流镇七里湖村                   |                                                 | 15.841 |                                         |
| 殷查公路             | 二级公路                                                                                        | 贵池区殷汇镇                | 东至县尧渡镇查桥村                     | 殷汇→唐田→张溪→查桥                             | 50.612 | 和 236国道 530国道 殷祁公路 234省道共线 |
| 楼五公路             | 三级公路                                                                                        | 东至县胜利镇楼屋村          | 东至县张溪镇五丰村                     |                                                 | 21.888 | 和 234省道 236国道共线                  |
| 洋张公路             | 四级公路                                                                                        | 东至县洋湖镇                | 东至县张溪镇                           |                                                 | 20.997 | 和 234省道共线                          |
| 源黄公路             | 四级公路                                                                                        | 东至县花园乡源口村          | 东至县官港镇黄柏村                     |                                                 | 31.168 |                                         |
| 木外公路             | 四级公路                                                                                        | 东至县木塔乡                | 东至县洋湖镇外屋村                     |                                                 | 31.492 |                                         |
| 庆枫公路             | 四级公路                                                                                        | 东至县泥溪镇庆隆村          | 东至县泥溪镇朱村村（原枫村村）         |                                                 | 30.907 |                                         |
| 青茅公路             | 四级公路                                                                                        | 东至县青山乡                | 东至县铁炉乡茅屋村                     |                                                 | 18.691 |                                         |
| 昭桃公路             | 四级公路                                                                                        | 东至县昭潭镇                | 东至县青山乡桃树冲                     |                                                 | 16.858 |                                         |
| 昭龙公路             | 四级公路（昭潭至黄荆） 三级公路（黄荆至龙泉）                                                   | 东至县昭潭镇                | 东至县龙泉镇                           |                                                 | 13.423 | 和江西 208省道共线                      |
| 三东公路             | 四级公路                                                                                        | 东至县龙泉镇三源村          | 东至县龙泉镇（原东胜乡）               |                                                 | 9.531  |                                         |
| 伍石公路             | 三级公路（石台县城至蓬莱仙洞景区） 四级公路（蓬莱仙洞至伍村）                                   | 石台县七都镇伍村村          | 石台县仁里镇（县城）                   |                                                 | 51.261 |                                         |
| 香源公路             | 三级公路                                                                                        | 石台县香口村                | 石台县源头村                           |                                                 | 36.706 |                                         |
| 七黟公路             | 三级公路                                                                                        | 石台县七都镇                | 黟县县城（碧阳镇）                     |                                                 | 13.079 | 和 222省道共线                          |
| 高汤公路             | 三级公路                                                                                        | 石台县七都镇高路亭          | 黄山市黄山区焦村镇汤家村               |                                                 | 4.245  | 和 东屯公路共线                         |
| 粽新公路             | 四级公路                                                                                        | 青阳县丁桥镇粽子店          | 青阳县新河镇                           |                                                 | 10.965 |                                         |
| 童陵公路             | 三级公路（童埠至蓉城） 一级公路（青阳县城到九华山站） 二级公路（九华山站至陵阳）                | 青阳县丁桥镇童埠村          | 青阳县陵阳镇                           | 童埠→青阳县城→九华山站→朱备→陵阳                | 43.441 | 和 青陵公路共线                         |
| 陵南公路             | 四级公路                                                                                        | 青阳县陵阳镇                | 青阳县陵阳镇南阳村 南六公路            | 陵阳→南阳                                       | 9.299  |                                         |
| 南六公路             | 四级公路                                                                                        | 青阳县陵阳镇南阳村 陵南公路 | 石台县七都镇六都村                     | 南阳→鱼龙洞风景区→六都                          | 10.341 |                                         |
| 云饺公路             | 四级公路                                                                                        | 青阳县木镇镇云桥村          | 青阳县酉华镇酉华国有林场饺子坑 082县道 |                                                 | 24.606 | [ 1 ]                                   |
| 南青丁公路           | 三级公路                                                                                        | 南陵青阳边界                | 青阳县丁桥镇                           |                                                 | 9.196  |                                         |
| 东厚公路             | 四级公路                                                                                        | 青阳县杨田镇东堡村          | 宣城市泾县桃花潭镇厚岸村               |                                                 | 5.945  |                                         |
| 杨朱公路             | 四级公路                                                                                        | 青阳县杨田镇                | 青阳县朱备镇                           |                                                 | 7.065  |                                         |
| 青丁公路             | 三级公路                                                                                        | 青阳县新河镇蛤蟆岭          | 青阳县丁桥镇                           |                                                 | 9.079  |                                         |
| 吴红公路             | 四级公路（贵池）、三级公路（石台）                                                              | 贵池区唐田镇吴田社区        | 石台县小河镇红石村                     | 吴田→牌楼→小河→红石                             | 29.526 |                                         |

## 已废止
| 名称                         | 公路等级 | 起点                                       | 终点                                                 | 里程（千米） | 修筑年份 | 废除原因 | 今属                          |
| ---------------------------- | -------- | ------------------------------------------ | ---------------------------------------------------- | ------------ | -------- | --- | ----------------------------- |
| 殷石公路                     | 二级公路 | 贵池区殷汇镇                               | 石台县城（仁里镇）                                   | 24.177       | 1931     | 2004年，池州市交通运输局进行县级公路编号调整，原004县道（殷汇镇—石台县城）公路调整为 殷祁公路。新的004县道编号给青阳县的十甲岭公路。         | 殷祁公路 237国道 530国道      |
| 十甲岭公路                   | 二级公路 | 青阳县庙前镇十字村                         | 青阳县九华镇甲岭                                     | 8.642        | 1987     | 2009年，为促进九华山风景区旅游开发，原四级公路扩建为二级公路，同时废除县道标号，直接升格为省道 五九公路，后在新一轮省道规划中改为 横九公路。 | 横九公路                      |
| 1988年前安庆地区各县县道系统 |          |                                            |                                                      |              |          | |                               |
| 今贵池区境内                 |          |                                            |                                                      |              |          | |                               |
| 杜茶公路                     | 三级公路 | 池州镇杜坞村（今杏花村街道杜坞社区）       | 铜山乡牛头山茶场（今属牛头山镇，已废除）             | 45.88        | 1958     | 1988年因池州地区恢复建制废除标号，次年改为 贵茶公路                                                                                          | 贵茶公路                      |
| 南江公路                     | 三级公路 | 池州镇南门竹木市场（今南门环岛）           | 池州镇城北村507外江码头（今东湖北路和沿江路交叉口）  | 4.10         | 1971     | 1988年因池州地区恢复建制废除标号，次年升格为省道 芜贵公路                                                                                    | 东湖北路、东湖中路、东湖南路  |
| 贵港公路                     | 一级公路 | 池州镇池州港（今长江北路和沿江路交叉口）   | 池州镇贵池汽车站（今长江中路和翠微路交叉口，已拆除） | 5.00         | 1958     | 1988年因池州地区恢复建制废除标号 | 长江北路、长江中路            |
| 白江公路                     | 三级公路 | 池州镇百牙山（今东湖中路和百牙中路交叉口） | 江口乡（今江口街道池州汽车轮渡附近）                 | 13.40        | 1979     | 1988年因池州地区恢复建制废除标号，次年升格为省道 芜贵公路                                                                                    | 东湖中路、清风东路、 清溪大道 |
| 观梅公路                     | 三级公路 | 观前乡（今梅龙街道观前居委会）             | 梅龙乡（今梅龙街道梅龙居委会）                       | 11.10        | 1980     | 1988年因池州地区恢复建制废除标号，次年改为 梅观公路                                                                                          | 梅观公路                      |
| 罗清公路                     | 四级公路 | 双桥乡罗村（今属涓桥镇）                   | 清溪乡（今属清溪街道）                               | 5.72         | 1984     | 1988年因池州地区恢复建制废除标号，降格为乡道                                                                                                 | 贵池乡道罗清线                |
| 蔡阮公路                     | 四级公路 | 高脊岭乡蔡家（今属秋江街道）               | 阮桥乡（今属秋江街道）                               | 4.71         | 1980     | 1988年因池州地区恢复建制废除标号，次年改为 蔡殷公路                                                                                          | 蔡殷公路                      |
| 今东至县境内                 |          |                                            |                                                      |              |          | |                               |